# Burcin
Burcin ist eine französische Gemeinde mit 439 Einwohnern (Stand: 1. Januar 2022) im Département Isère in der Region Auvergne-Rhône-Alpes; sie gehört administrativ zum Arrondissement La Tour-du-Pin und ist Teil des Kantons Le Grand-Lemps. Die Einwohner werden Burcinois genannt.

## Geografie
Burcin befindet sich etwa 45 Kilometer ostsüdöstlich von Vienne. Umgeben wird Burcin von den Nachbargemeinden Châbons im Norden und Westen, Val-de-Virieu mit Virieu im Nordosten, Oyeu im Osten, Colombe im Süden sowie Le Grand-Lemps im Südwesten.

## Bevölkerungsentwicklung
| Jahr                       | 1962 | 1968 | 1975 | 1982 | 1990 | 1999 | 2006 | 2017 | 2019 |
| -------------------------- | ---- | ---- | ---- | ---- | ---- | ---- | ---- | ---- | ---- |
| Einwohner                  | 317  | 334  | 303  | 318  | 401  | 370  | 428  | 423  | 441  |
| Quellen: Cassini und INSEE |      |      |      |      |      |      |      |      |      |

## Sehenswürdigkeiten
- Kirche Saint-Martin aus dem 19. Jahrhundert
- Kapelle Notre-Dame-de-Milin
- Komtur, späteres festes Haus aus dem 12. Jahrhundert, Umbauten aus dem 17. Jahrhundert

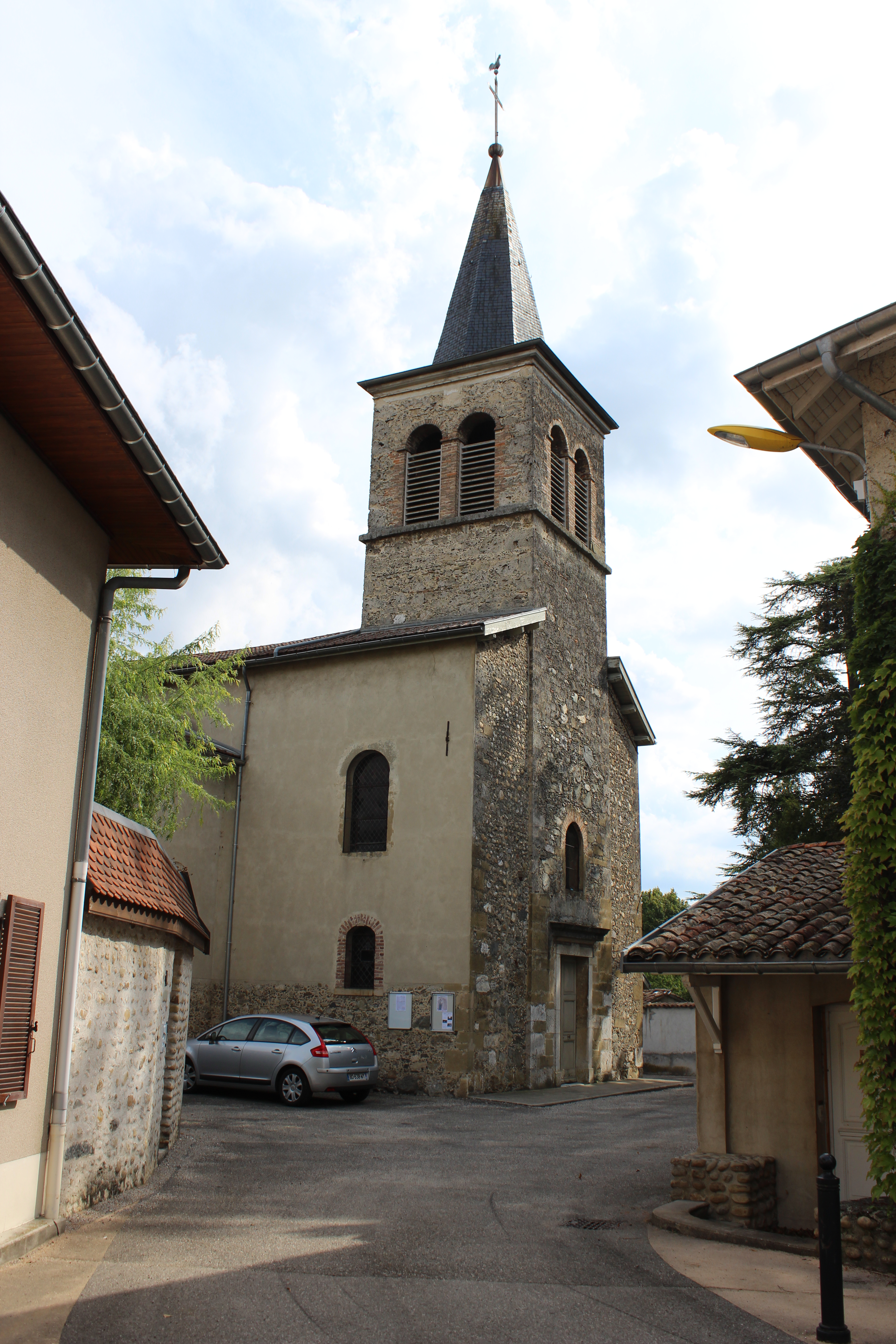
Kirche Saint-Martin
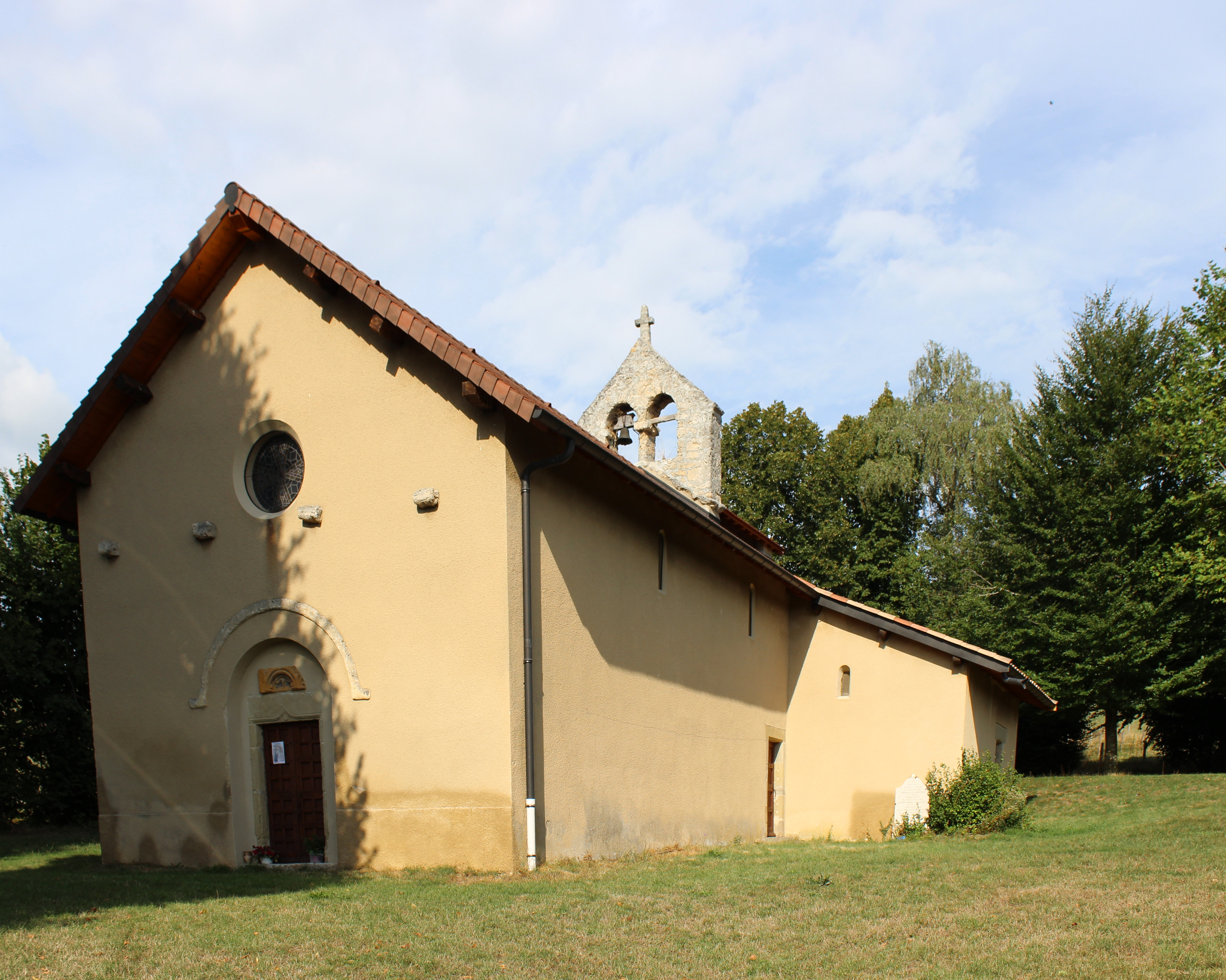
Kapelle Notre-Dame-de-Milin
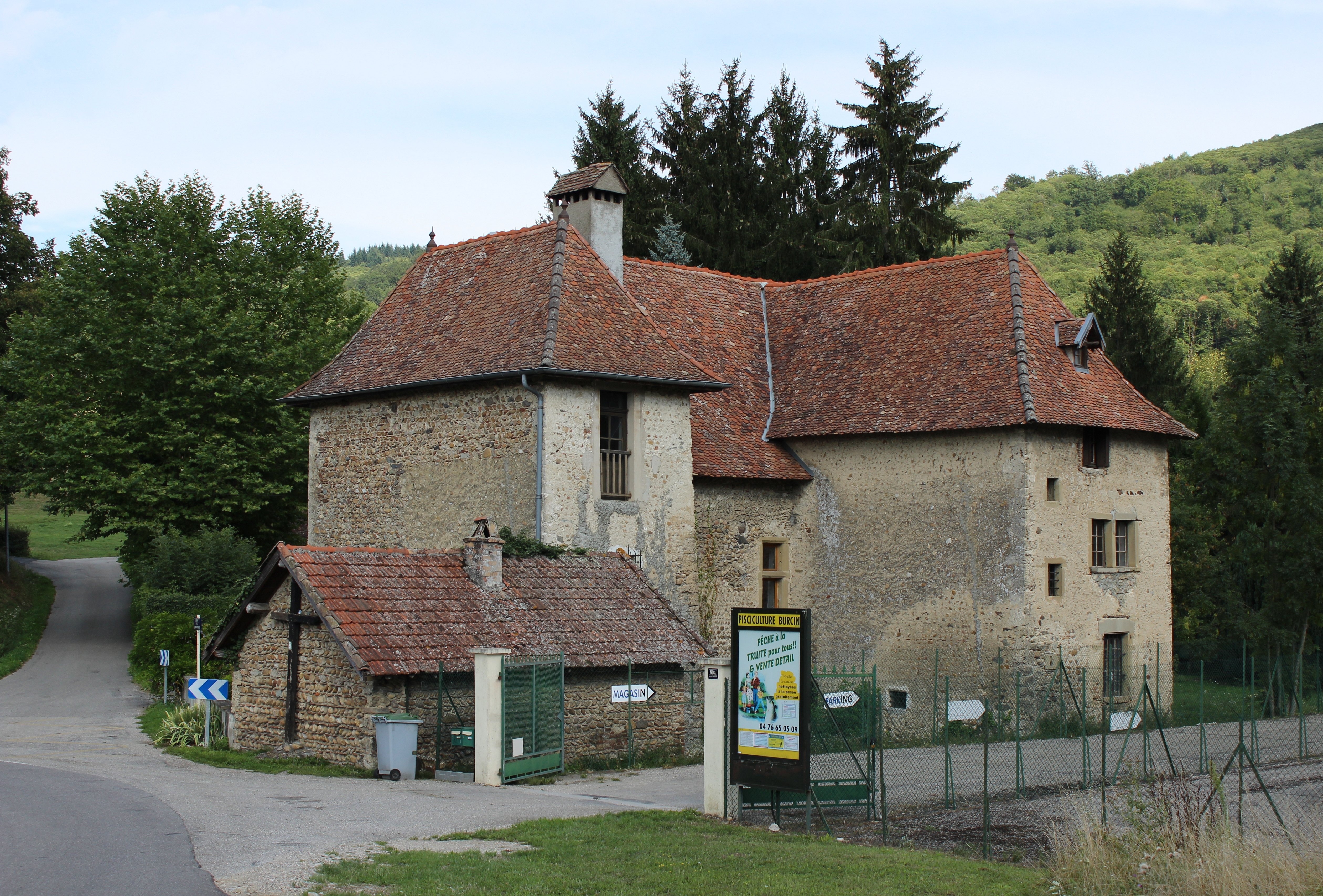
Komtur